# Đoàn Thể thao Việt Nam
Đoàn Thể thao Việt Nam hay Đội tuyển Thể thao Việt Nam là đoàn thể thao đại diện cho nước Việt Nam tranh tài ở các đại hội thể thao khu vực và thế giới.

## Lịch sử

### Ở Thế vận hội
Xem thêm: Việt Nam tại Thế vận hội
Sau khi giải phóng miền Nam, Việt Nam lần đầu tham gia Thế Vận Hội ở kỳ Thế vận hội Moskva 1980. Từ đó đến nay thì Việt Nam đã tham gia liên tục các kỳ Thế Vận hội mùa hè chỉ trừ Thế vận hội 1984 ở Los Angeles do yếu tố chính trị Việt Nam Hoa Kỳ ở thời điểm đó. 
Lần đầu tiên đoàn thể thao Việt Nam giành được huy chương Thế vận hội là ở Thế vận hội Sydney năm 2000, với chiếc huy chương bạc của nữ võ sỹ Trần Hiếu Ngân ở môn Taekwondo. Đến kỳ Thế vận hội Bắc Kinh 2008, lực sỹ cử tạ Hoàng Anh Tuấn mang về tấm huy chương bạc thứ hai cho đoàn thể thao Việt Nam.
Ở Thế Vận Hội Rio 2016, xạ thủ Hoàng Xuân Vinh trở thành vận động viên đầu tiên và duy nhất tính đến nay giành được huy chương vàng tại đấu trường Thế Vận Hội. Vài ngày sau, anh giành thêm một tấm huy chương bạc.
Trong thời gian tham gia Thế vận hội  London 2012 thì đoàn thể thao Việt Nam không giành được huy chương nào. Nhưng đến năm 2019 vận động viên Valentin Hristov môn cử tạ bị tước huy chương vì sử dụng doping. Vì thế Trần Lê Quốc Toàn được đôn lên nhận tấm huy chương đồng.

### Ở Asiad
Xem thêm: Việt Nam tại Đại hội thể thao Châu Á
Ngay ở lần đầu tiên tham gia Asiad ở kỳ Asiad 1982, đoàn Thể thao Việt Nam đã giành được một tấm huy chương đồng do công của xạ thủ Nguyễn Quốc Cường. Kỳ đại hội tiếp theo ở Hàn Quốc năm 1986 thì Việt Nam không góp mặt cũng vì lý do chính trị.
Kỳ đại hội năm 1994, võ sỹ Taekwondo Trần Quang Hạ mang về tấm huy chương vàng Asiad đầu tiên cho thể thao Việt Nam.
Ban đầu Việt Nam là quốc gia dành được quyền đăng cai Asiad 2018 nhưng đến tháng 4 năm 2014 thì Chính phủ Việt Nam quyết định rút đăng cai. Mặc dù vậy đây vẫn có thể coi là kỳ đại hội thành công của đoàn thể thao Việt Nam khi giành được 5 tấm huy chương vàng, trong đó có 2 tấm huy chương vàng ở môn thể thao cơ bản là điền kinh của Bùi Thị Thu Thảo và Quách Thị Lan. Dù không giành được huy chương nhưng đội tuyển bóng đá U-23 cũng tạo được dấu ấn với việc vào đến vòng bán kết.
Năm 2023 đoàn thể thao Việt Nam tham gia 2 đại hội thể thao lớn là Sea Games 32 ở Campuchia và Asiad 19 ở Trung Quốc nhưng thu được kết quả rất khác nhau. Đoàn giành ngôi nhất toàn đoàn ở Sea Games 32 nhưng chỉ đứng thứ 6 trong số các quốc gia Đông Nam Á tham dự Asiad 19 và xếp thứ 21 chung cuộc. Ngoài 3 tấm huy chương vàng ở các nội dung bắn súng, cầu mây nữ và karate thì điểm sáng hiếm hoi là việc đội tuyển bóng chuyền nữ Việt Nam đã lần đầu tiên vào được bán kết.

### Ở Sea Games
Việt Nam đánh dấu sự trở lại đấu trường thể thao trong khu vực vào năm 1989 khi tham dự Đại hội Thể thao Đông Nam Á thứ 15 được tổ chức tại Malaysia. Ở kỳ đại hội này, đoàn thể thao Việt Nam giành được 3 huy chương vàng, đều do công của các xạ thủ của môn bắn súng.
Năm 2003, Việt Nam lần đầu tiên là chủ nhà của Sea Games, cũng là lần đầu tiên đoàn thể thao Việt Nam xếp hạng nhất toàn đoàn.
Ở Sea Games 2019 tổ chức ở Philippines, đoàn thể thao Việt Nam lần đầu tiên giành được tấm huy chương vàng ở môn bóng đá nam. Ba năm sau, ở Sea Games 2021 trên sân nhà, đội tuyển U-22 quốc gia đã bảo vệ thành công tấm huy chương vàng. Đây cũng là kỳ đại hội thứ hai mà đoàn thể thao Việt Nam xếp hạng nhất toàn đoàn.
Sea Games 2023 ở Campuchia là lần đầu tiên đoàn thể thao Việt Nam xếp hạng nhất toàn đoàn tại một kỳ đại hội tổ chức ở quốc gia khác, cũng là lần đầu tiên đoàn thể thao Việt Nam nhất toàn đoàn ở hai kỳ đại hội liên tiếp.
Với 25 tấm huy chương vàng, Nguyễn Thị Ánh Viên của môn bơi lội là vận động viên mang về nhiều tấm huy chương vàng nhất cho đoàn thể thao Việt Nam ở các kỳ Sea Games.

## Các kỳ đại hội đã tham gia
|  | Hạng nhất toàn đoàn |  | Hạng nhì toàn toàn |  | Hạng ba toàn đoàn |  | Có huy chương |

| Năm  | Thế Vận Hội       | Asiad       | Sea Games       |
| ---- | ----------------- | ----------- | --------------- |
| 1980 | Thế Vận Hội 1980  |             |                 |
| 1982 |                   | Asiad 1982  |                 |
| 1988 | Thế Vận Hội 1988  |             |                 |
| 1989 |                   |             | Sea Games 1989  |
| 1990 |                   | Asiad 1990  |                 |
| 1991 |                   |             | Sea Games 1991  |
| 1992 | Thế Vận Hội 1992  |             |                 |
| 1993 |                   |             | Sea Games 1993  |
| 1994 |                   | Asiad 1994  |                 |
| 1995 |                   |             | Sea Games 1995  |
| 1996 | Thế Vận Hội 1996  |             |                 |
| 1997 |                   |             | Sea Games 1997  |
| 1998 |                   | Asiad 1998  |                 |
| 1999 |                   |             | Sea Games 1999  |
| 2000 | Thế Vận Hội 2000  |             |                 |
| 2001 |                   |             | Sea Games 2001  |
| 2002 |                   | Asiad 2002  |                 |
| 2003 |                   |             | Sea Games 2003  |
| 2004 | Thế Vận Hội 2004  |             |                 |
| 2005 |                   |             | Sea Games 2005  |
| 2006 |                   | Asiad 2006  |                 |
| 2007 |                   |             | Sea Games 2007  |
| 2008 | Thế Vận Hội 2008  |             |                 |
| 2009 |                   |             | Sea Games 2009  |
| 2010 |                   | Asiad 2010  |                 |
| 2011 |                   |             | Sea Games 2011  |
| 2012 | Thế Vận Hội 2012  |             |                 |
| 2013 |                   |             | Sea Games 2013  |
| 2014 |                   | Asiad 2014  |                 |
| 2015 |                   |             | Sea Games 2015  |
| 2016 | Thế Vận Hội 2016  |             |                 |
| 2017 |                   |             | Sea Games 2017  |
| 2018 |                   | Asiad 2018  |                 |
| 2019 |                   |             | Sea Games 2019  |
| 2021 | Thế Vận Hội 2020* |             |                 |
| 2022 |                   |             | Sea Games 2021* |
| 2023 |                   | Asiad 2022* | Sea Games 2023  |

*Do ảnh hưởng của đại dịch COVID-19 nên Thế Vận Hội Tokyo 2020 được dời sang năm 2021, Sea Games 2021 được dời sang năm 2022, Asiad 2022 được dời sang năm 2023

## Thành tích nổi bật
-Ở Thế Vận hội:
- 2000: 1 huy chương bạc
- 2008: 1 huy chương bạc
- 2012: 1 huy chương đồng
- 2016: 1 huy chương vàng, 1 huy chương bạc

-Ở Sea Games:
- 2003: Nhất toàn đoàn
- 2021: Nhất toàn đoàn
- 2023: Nhất toàn đoàn